# Louis-Gonthier II de Schwarzbourg-Ebeleben
Louis-Gonthier II, comte de Schwarzbourg-Ebeleben (2 mars 1621 – 20 juillet 1681) est comte de Schwarzbourg-Ebeleben de 1642 jusqu'à sa mort. À partir de 1666 jusqu'à sa mort, il est également régent de Schwarzbourg-Arnstadt au nom de ses neveux mineurs et règne sur Schwarzbourg-Arnstadt.

## Biographie
Louis-Gonthier II, né à Ebeleben le 2 mars 1621 est le fils du comte Christian-Gonthier de Schwarzbourg-Sondershausen (1578-1642) et de sa femme, Anne Sibylle (1584-1623), fille du comte Albert VII de Schwarzbourg-Rudolstadt.
Après la mort de son père advenue en 1642, Louis-Gonthier II et ses deux frères Christian-Gonthier II de Schwarzbourg-Sondershausen-Arnstadt et Antoine-Günther Ier de Schwarzbourg-Sondershausen règnent en commun, puis, par recès en 1651, ils divisent le comté, à l'exception de la seigneurie de Gehren qui demeure en indivision. Louis-Gonthier II reçoit les villes de Greußen et Großenehrich, les bailliages d'Ebelebenet de Keula, les villages de Schernberg, Himmelsberg, Gundersleben, Rockstedt, Abtsbessingen, Rohnstedt et Wenigenehrich, ces deux derniers étant issus du bailliage de Clingen. Il réside à Ebeleben de 1642 jusqu'en 1666. En 1666, il devient le tuteur et le régent pour les fils de son frère Antoine-Gonthier II, et s'installe à Arnstadt.
En 1669, après la mort de son neveu Jean-Gonthier IV, Louis-Gonthier II et ses neveux Christian-Guillaume de Schwarzbourg-Sondershausen et Antoine-Gonthier II de Schwarzbourg-Sondershausen-Arnstadt héritent de Schwarzbourg-Sondershausen, ils règnent conjointement.
Louis-Gonthier II meurt à Arnstadt le 20 juillet 1681, sans descendance masculine. À sa mort, la lignée de Schwarzbourg-Ebeleben s'éteint et son territoire revient à ses neveux.

## Mariage et descendance
Le 30 mars 1669 à Klettenberg, Louis-Gonthier II épouse Concordia (1648-1683), fille du comte Jean de Sayn-Wittgenstein et de la comtesse Anne de Waldeck-Wildungen. Ils ont deux filles :
- Anne Augusta (1671-1688)
- Concordia (1672-1687)